# Pedro de Castro
D. Pedro de Castro, 2.º conde de Arraiolos (15 de Novembro de 1384) e 1.º senhor do Cadaval foi um rico-homem da Galiza e do Reino de Portugal.

## Biografia
Foi senhor de Arraiolos, Alvito, Vila Nova, Vila Ruiva, Aldeia Galega, Rio Maior, Souto da Casa, Aldeia da Mata, Cuba, Alfundão, Colmes, Pedrógão, da Barca (Serpa), Mira, quintã de Palma, e outros.
Opondo-se a D. Nuno Álvares Pereira, mestre de Avis, foi para Castela, tomando o partido desta, onde foi feito senhor da baía da Galiza e de Salvaterra do Minho, perdendo seus títulos nobiliárquicos e terras em Portugal.
Mais tarde, D. Pedro reconciliou-se com D. João I e regressou ao seu país natal, tendo-lhe este rei doado o senhorio de Cadaval.
Jaz no convento de São Domingos de Lisboa, junto de seu pai, numa sepultura com um letreiro que diz: «Aqui jaz D. Pedro de Castro fº mais velho e sucessor de D. Alvaro Pires de Castro 1º Conde estavel deste Reyno».

## Dados genealógicos
Era filho deː
- D. Álvaro Pires de Castro (1310 — 1384), 1.º conde de Arraiolos, que era irmão de D. Inês de Castro e assim sendo, por sua vez, filhos de um seu homónimo Pedro de Castro, O da Guerra.
- María Ponce de León, filha de Pedro Ponce de Leão, O Velho, 2.º senhor de Marchena, e de Beatriz de Ejérica, filha de Jaime de Aragão, barão de Ejérica[4].

Casado comː
- Leonor de Menezes, filha de D. João Afonso Telo de Menezes, conde de Barcelos e Guiomar de Villalobos, filha da D. Lopo Fernandes Pacheco, senhor de Ferreira de Aves.

Tiveramː
- D. João de Castro casado em 1405 com Leonor da Cunha, senhora do morgado da Albergaria de São Mateus
- D. Fernando de Castro, senhor do morgado do Paul do Boquilobo, casado com Isabel de Ataíde e com Mécia de Souza.
- Guiomar de Castro casada com D. Álvaro de Ataíde, conde de Atouguia.
- Isabel de Castro casada com Álvaro Gonçalves Coutinho, O Magriço, e com Diogo Lopes de Sousa, senhor de juro e herdade de Miranda do Corvo.